# Sepedon relicta
Sepedon relicta är en tvåvingeart som beskrevs av Wulp 1897. Sepedon relicta ingår i släktet Sepedon och familjen kärrflugor. Inga underarter finns listade i Catalogue of Life.